# 3 Armia (Węgry)
3 Armia – jedna z 3 armii węgierskich podczas II wojny światowej.
Brała udział w inwazji na Jugosławię w 1941, w maju 1944 rozwiązana, od września utworzona ponownie, dzięki czemu znalazła się na froncie wschodnim, w obronie Węgier.
Wzięła udział w walkach pod Debreczynem i Aradem, następnie użyta w obronie Budapesztu. W marcu 1945 rozbita kompletnie przez radziecką 46 Armię kilkadziesiąt kilometrów na zachód od stolicy.

## Dowódcy
- generał porucznik Elemér Gorondy-Novak (marzec 1940 – listopad 1941)
- generał porucznik Zoltán Decleva (listopad 1941 – grudzień 1942)
- generał porucznik Lajos Csatay (grudzień 1942 – czerwiec 1943)
- generał porucznik Károly Beregfy (czerwiec 1943 – maj 1944)
- generał porucznik József Heszlényi (wrzesień 1944 – marzec 1945)

## Skład podczas realizacjiplanu Marita
- Korpus Zmotoryzowany
  - 1 Brygada Piechoty Zmotoryzowanej
  - 2 Brygada Piechoty Zmotoryzowanej
  - 1 Brygada Kawalerii
- I Korpus Armijny
  - 1 Brygada Piechoty
  - 13 Brygada Piechoty
  - 15 Brygada Piechoty
- IV Korpus Armijny
  - 2 Brygada Piechoty
  - 10 Brygada Piechoty
  - 12 Brygada Piechoty
- V Korpus Armijny
  - 14 Brygada Piechoty
  - 19 Brygada Piechoty
  - 2 Brygada Kawalerii
- 9 Brygada Piechoty
- 11 Brygada Piechoty

## Skład w październiku 1944
- VIII Korpus Armijny (Węgry)
  - 1 Dywizja Kawalerii (Węgry)
  - 20 Dywizja Piechoty (Węgry)
  - 5 Dywizja Uzupełnień (Węgry)
  - 8 Dywizja Uzupełnień (Węgry)
- VII Korpus Armijny (Węgry)
  - 10 Dywizja Piechoty (Węgry)
  - 23 Dywizja Rezerwowa (Węgry)
  - Grupa Bojowa Szücs
- LVII Niemiecki Korpus Pancerny
  - 23 Niemiecka Dywizja Pancerna
  - 24 Niemiecka Dywizja Pancerna
  - 1 Dywizja Pancerna (Węgry)